# Togustemur
Togustemur (ᠲᠡᠭᠦᠰ
ᠲᠡᠮᠦᠷ, VPMC Tegüs Temür Төгстөмөр хаан, Tögstömör khaan), ou Uskhal Khan) est un khan des Mongols (1378 - 1388). Le territoire de l’empire mongol est alors limité à l’est par le lac Baïkal et les montagnes Khingan, au sud par la Grande Muraille, au nord par l’Irtych et le Ienisseï, à l’ouest par les montagnes Tian Shan (Tien-Chan).

## Biographie
À partir de 1380 les Ming engagent d'importantes opérations militaires contre la Mongolie. Une armée chinoise de 100 000 hommes écrase les troupes de Togustemur entre les rivières Khalkha et Kerulen, au sud du Buir-nor. 70 000 mongols sont faits prisonniers et la capitale Karakorum est rasée (1388). Peu après, Togustemur est assassiné par un membre de sa famille. La Mongolie sombre dans l’anarchie. Les Khans sont assassinés, les seigneurs féodaux se rendent indépendants.